# 趙栩
趙 栩（ちょう く、1106年 - ?）は、北宋の徽宗の第7皇子（夭逝を除くと第5皇子）。

## 経歴
美人喬氏（後に貴妃を授された）の次男として生まれた。同母兄に趙杞、同母弟に趙材・趙朴・趙樾がいる。
崇寧5年（1106年）2月に生まれ、大観元年（1107年）に魯国公の位を授けられた。大観2年（1108年）正月、安康郡王の位を改授された。宣和2年（1120年）に済王を再授された。
靖康の変の際、欽宗の使節として3度金の軍営へ行き、講和を求めた。講和が沙汰やみとなった後、金に連行された。『三朝北盟会編』（1162年完成）によると、同書の頃まで趙栩は金で健在であった。

## 家族
- 正室：曹氏[1]
- 側室：王氏、符鶯奴[2]、馬氏

いずれも金に連行された。

## 伝記資料
- 『宋史』
- 『靖康稗史箋證』
- 『宋会要輯稿』
- 『三朝北盟会編』